# Луиджи Тарамацо
Луиджи Тарамацо на италиански: Luigi Taramazzo е бивш пилот от Формула 1. Роден на 5 май 1932 г. в Чева, Италия.

## Формула 1
Луиджи Тарамацо прави своя дебют във Формула 1 в Голямата награда на Монако през 1958 г. В световния шампионат записва 1 състезания като не успява да спечели точки, състезава се с частен Мазерати.